# Três Marias (Nova Iguaçu)
Três Marias é um bairro do município de Nova Iguaçu, antes pertencente ao Cabuçu, hoje parte de Campo Alegre. Faz divisa com Queimados.
Ainda não é reconhecido pelo abairramento oficial da cidade, mas sua existência já é reconhecida por órgãos internos da Prefeitura de Nova Iguaçu.

## Infraestrutura
O bairro tem aproximadamente 100.000 m², é cercado por uma vasta vegetação e possui um córrego. Ainda não é urbanizado, não tem saneamento básico, nem posto de saúde, obrigando as pessoas a se deslocarem para outros locais como Cabuçu, Vila Americana ou Queimados receber atendimento.
Ainda não possui escola de nível estadual, apenas a Escola Municipal Três Marias que era a particular "Cecília Meireles" e agora pertence à prefeitura de Nova Iguaçu, beneficiando centenas de crianças que iam para outros bairros para estudar.
No Bairro Três Marias se encontram: 2 lan houses, 3 Padarias, 2 mercearias, salão de cabeleireiro, igreja católica cuja padroeira é Nossa Senhora Aparecida,Adventista, Assembléia de Deus, entre outras. Terreiros de candomblé e religiões afro-brasileiras também são encontradas nesse bairro.
Além disso, no bairro Três Marias foi construído e parcialmente inaugurado o Parque Aquático Paradiso Clube.
Durante a década de 2010, recebeu obras de infra-estrutura previstas no Programa de Aceleração do Crescimento.

### Transporte
Do Três Marias saem linhas de ônibus e kombis para o centro da cidade, e passam outras com destino ao bairro Cabuçu, a cidade de Queimados e para a Cidade do Rio de Janeiro.

## Subdivisões

### Morro do Querosene
No bairro existem umas casas que eram da Caixa Econômica Federal. Essas casas foram abandonadas pela Caixa e invadidas por pessoas pobres, que por sua vez vendiam barato com medo de a Caixa querer as casas de volta. Fazem parte do local as ruas: dos Altos, Porto Novo, Novo Portugal, Nova Brasília, além da estrada Passa-Vinte que dá acesso ao morro (que não é favela).
O local é conhecido como Morro do Querosene porque antes de 1992 o morro que fica no fim do bairro, já na divisa com Queimados, não tinha energia elétrica. Então, os moradores para não ficarem sem luz à noite, usavam lamparinas à base de querosene, que lá de baixo eram observadas pelos moradores do bairro que apelidaram o local de Morro do Querosene.